# 菜飯田楽

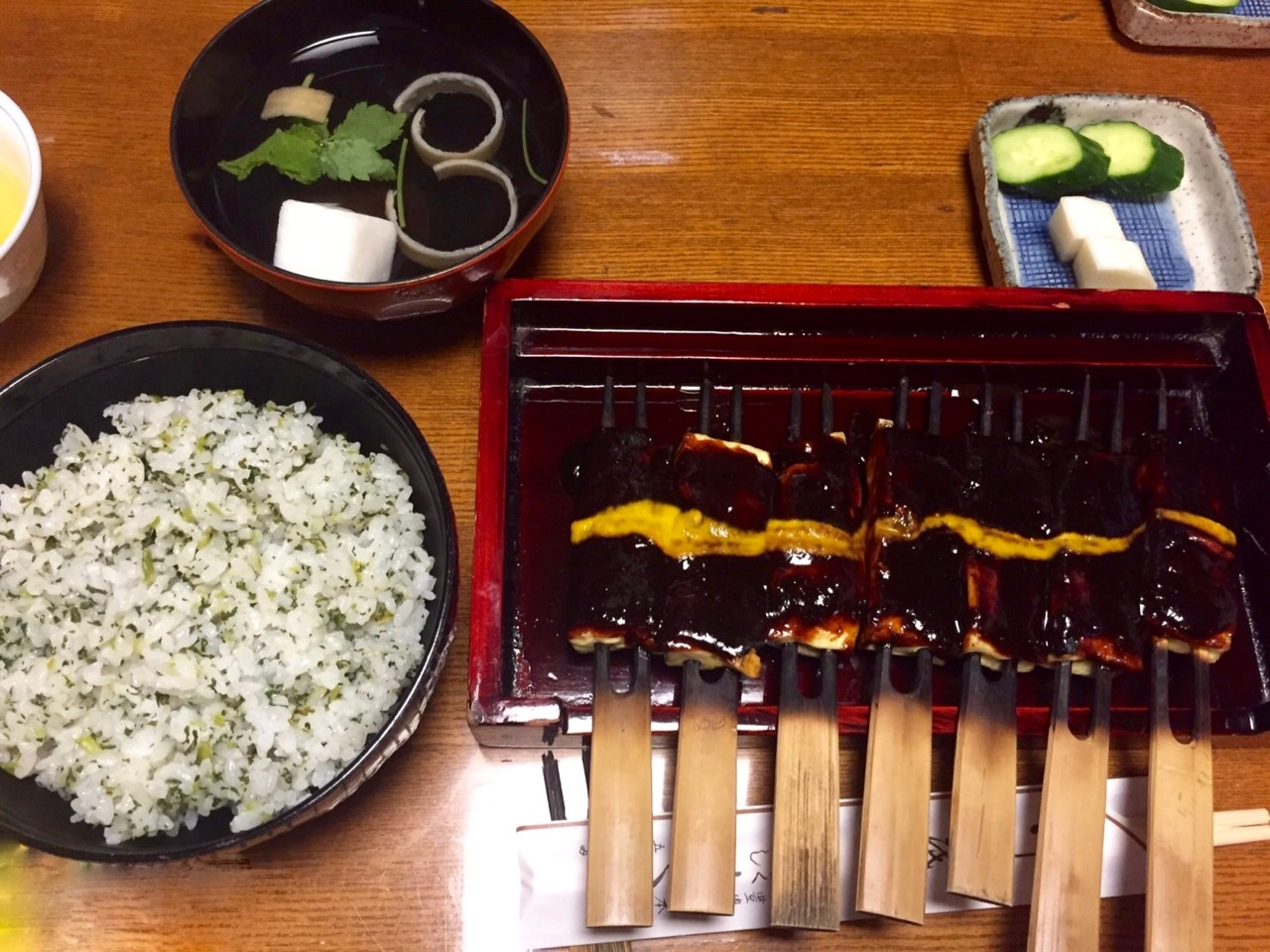
菜飯田楽 きく宗（豊橋市）の菜飯田楽

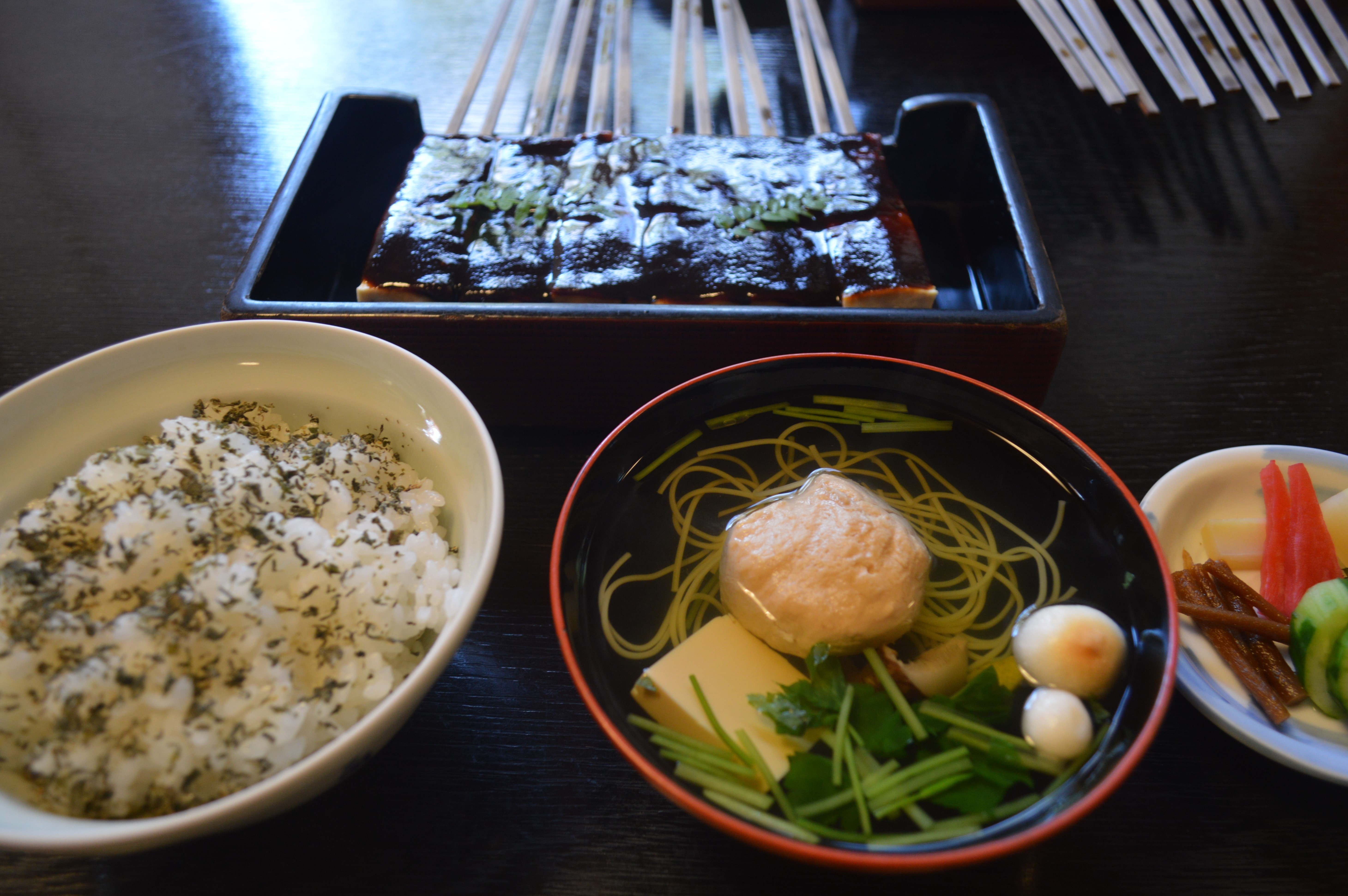
八千代本店（岡崎市）の菜飯田楽

菜飯田楽（なめしでんがく）は、米の飯に大根葉を乾燥させ炊き込んだものと味噌田楽を合わせた料理。菜めし田楽などと表記されることもある。

## 歴史
近江国目川（現在の滋賀県栗東市目川）の菜飯田楽は東海道を行く旅人に好評だった。寛保年間（1741年～1743年）の頃、この目川の菜飯田楽を商う店が江戸で流行し、街道沿いに広まっていった。やがて他の地方では衰退したが、東海地方の一部では残り続けた。

## 東海地方の菜飯田楽
東三河の菜飯田楽
尾形乾山（1663年～1743年）の道中記には、吉田宿の隣にある御油宿（現在の豊川市）で菜飯田楽を名物として看板に掲げる店に入ったという記述がある。食文化研究家である吉川誠次は、「菜飯田楽 きく宗」の創業以前から渥美半島産大根や三河国産八丁味噌を用いた菜飯田楽がこの地域の名物となっていたのではないかと推測している。文政年間（1818年～1830年）創業の「菜飯田楽 きく宗」は東海地方屈指の老舗であり、菜飯に大根だけを用いた菜飯田楽を提供している。豊橋の菜飯田楽が有名になったのは明治時代以降であるとする説もある。
東三河以外の菜飯田楽
遠江国の菊川宿（現在の静岡県島田市）もかつて菜飯を名物としており、江戸時代中期にはすでに菜飯が作られていた。2000年（平成12年）時点の菊川で菜飯を提供する店は「よし善」だけだが、よし善は1993年（平成5年）に菜飯田楽をメニューに加えた。
西三河地方の岡崎市では、菜飯田楽を扱う飲食店が数店舗が存在する。岡崎公園内にある明治期創業の「八千代本店」が初代の頃に菜飯田楽を提供するようになった。現在でもカクキューの八丁味噌や三河地方産大根を使った菜飯田楽を提供している。
尾張地方の犬山市では、明治時代から続く「でんがく 松野屋」が創業当初から田楽とセットで提供している。でんがく 松野屋のメニューは田楽4種と菜飯のみである。
名古屋市を中心に数店舗を構える「鈴の屋」は菜飯田楽の名店とされ、名古屋市出身の女優である戸田恵子は鈴の屋を「とびきりお気に入りの店のひとつ」だったとしている。

## 菜飯の料理法
東三河地方の菜飯は大根の菜を使うことが多いが、カブやミズナを用いることもある。塩でゆでた菜を水に取り、絞ってからみじん切りにする。少量の塩をふってから鍋で乾煎りし、炊き上がった飯に散らして混ぜると菜飯が出来上がる。